# Francesc Savalls i Massot
Francesc Savalls i Massot   (la Pera, 29 de gener de 1817 - Niça, 20 de novembre de 1885) fou un militar carlí empordanès. Home de caràcter impetuós, participà en les tres carlinades del segle xix, arribant al rang de general.

## Orígens familiars
Francesc Savalls va néixer al mas familiar de La Pera (Baix Empordà) el 29 de gener de 1817, essent el cinquè fill de Joan Savalls i Barella, pagès de La Pera, i de Joaquima Massot i Vehí, natural de Darnius. Els Savalls eren una família de propietaris rurals empordanesos, mentre que per part de mare descendia d'importants cases pairals de la zona de Girona.

## Primera Guerra Carlina
Als disset anys participà en la Primera Guerra Carlina, juntament amb el seu pare i dos dels seus germans, assolint el grau de capità. Joan Savalls, coronel del batalló 23, va caure en combat l'11 d'abril de 1838 a la batalla de Sant Quirze de Besora en l'assalt a l'Escala, prop de Montesquiu, i va morir l'endemà a Vidrà.
El 1840 es va exiliar a França, però en va tornar el 1842 per a unir-se a una partida de trabucaires comandada per Ramon Vicens, Felip, que pretenia continuar la guerra. Participà en el combat de l'Esparra i en l'assalt a Ripoll del 3 de juny de 1842. Pel govern d'Espanya, la guerra s'havia acabat el 1840 i considerava la de Felip com una partida de bandolers. En conseqüència, Savalls fou jutjat en absència a Puigcerdà i condemnat a deu anys de presó.

## La Guerra dels Matiners i la Guerra a Itàlia
Participà a la Segona Guerra Carlina (1846-1849), també anomenada Guerra dels Matiners. Les referències que es tenen sobre el seu paper al llarg d'aquest conflicte són escasses i confuses, però se sap que participà en l'acció de Vidreres el 22 de juliol de 1847 al costat de Marcel·lí Gonfaus i en una emboscada prop de Matadepera l'octubre de l'any següent. Fou nomenat comandant del batalló de voluntaris d'Hostalric. Detingut i empresonat a Puigcerdà, d'on en va escapar, va ser detingut novament a Girona per la Guàrdia Civil el 14 de setembre de 1849. Poc després fou alliberat i marxà de Catalunya.
Després de la derrota es va instal·lar a Niça (aleshores al regne de Savoia), on es va casar amb Antoniette Vivaudo el 14 de setembre de 1854.. Dos anys abans havia sol·licitat a la reina Isabel II acollir-se a l'amnistia promulgada pel govern liberal a les acaballes de la guerra, així com també el reconeixement del grau de capità assolit durant la Primera Guerra Carlina, però els processos judicials que tenia oberts pels fets de l'Esparra i Ripoll l'incapacitaven per acollir-s'hi i ambdues peticions li foren denegades.
Es va allistar a l'exèrcit de Mòdena fins a la incorporació d'aquesta al regne de Sardenya l'any 1859. L'any següent, com a capità del cos de zuaus pontificis, participà a la batalla de Castelfidardo contra els exèrcits italians que pretenien la unificació d'Itàlia i en la qual va caure presoner.

## Tercera carlinada

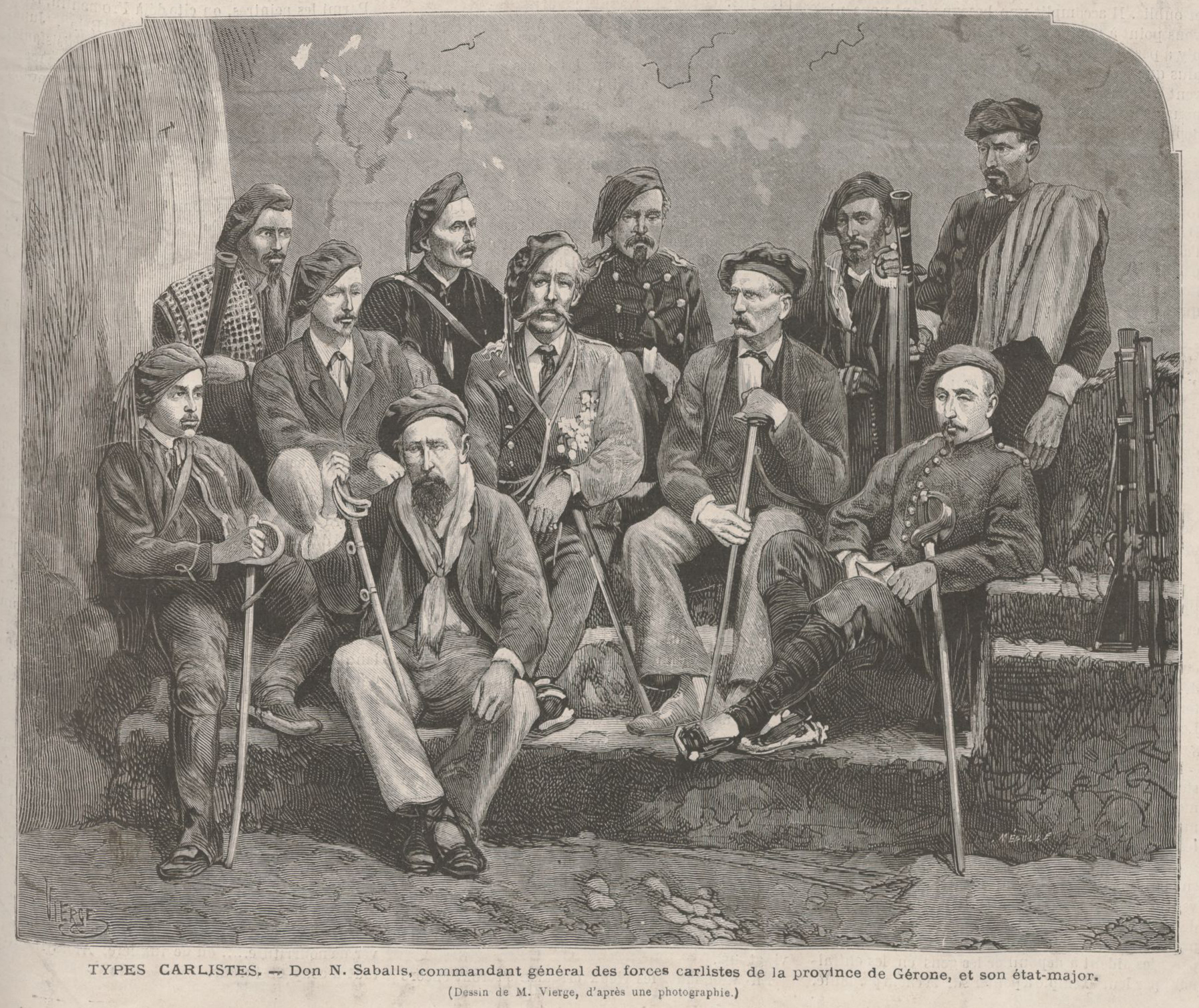
Francesc Savalls amb el seu estat major

Durant la Tercera guerra carlina va tenir una frenètica activitat al front d'una partida, convertint-se en una figura llegendària per les altres partides carlines catalanes.
Bon coneixedor del territori per on movia les seves tropes, feu sobretot de la Garrotxa el seu amagatall i comptà amb el suport de molts propietaris rurals i amb molts confidents al territori que l'avisaven de manera permanent dels moviments de les tropes governamentals.
Ben aviat, aconseguí foragitar el seu superior Josep Estartús, i s'enfrontà a l'infant Alfons Carles, representant a Catalunya i germà del pretendent Carles VII, que el va dur davant d'un consell de guerra a Navarra, acusat, entre altres càrrecs d'haver afusellat 60 voluntaris liberals capturats en la presa de Berga que havien rebut garanties de l'infant Alfons-Carles, de negar-se a dur la seva tropa fora de les comarques gironines i d'haver-se apropiat d'una forta suma del botí de la batalla d'Alpens, però Savalls en va sortir ben parat i va aconseguir mantenir-se en el seu lloc.
Savalls fou l'home de confiança dels propietaris rurals de les comarques gironines, suport del carlisme, i suplí la seva indisciplina amb la seva intel·ligència. S'envoltà també de bons i lleials ajudants que sovint foren els responsables principals d'algunes victòries, especialment Huguet i Miret.
El 1874 era mariscal de camp i fou confirmat, en la reorganització carlina d'aquell any, com a cap de la Divisió Girona-Barcelona a les ordres de Rafael Tristany i Parera. Quan Tristany fou substituït per Antonio Lizárraga (desembre del 1874), Savalls exercí, de fet, el comandament de l'exèrcit carlí de Catalunya.
El 1875, Carles VII el va nomenar capità general de Catalunya. Després de la defecció de Ramon Cabrera, fou un dels signants de la següent declaració de suport als drets dinàstics de Carles VII: 
| « | Ejército Real de Cataluña. El ejército Real de Cataluña ha sabido con la indignación mas viva, la rebelión y la traición de Don Ramón Cabrera, quien estimulado por el despecho y el orgullo, ha cometido la infamia de renegar de su historia y ponerse al servicio de la revolución coronada. Nuestro amor por V.M., nuestro amor por la España, y nuestro honor, nos imponen el deber de protestar contra semejante conducta. Es preciso que nadie pueda creer que Don Ramón Cabrera encuentra imitadores o adeptos en este país católico, que jamás olvidará sus tradiciones de nobleza y de honor. El ejército catalán, que al primer grito de viva Carlos VII se agrupó alrededor de la santa bandera de la legitimidad, no puede aceptar que un renegado declare al mundo que va a poner ese glorioso estandarte a los pies del rey de la revolución. Antes que tal desgracia sobrevenga, sabremos morir todos envueltos en sus pliegues, nosotros todos, que hace tres años con tanta fuerza lo empuñamos. Señor: Habéis prometido matar la revolución, y la mataréis. Confiad para ello en vuestros bravos catalanes, y tened la certeza de que recibirán siempre a tiros a los que osaren hablarles de paz con la revolución, de convenio con el enemigo o de rebelión contra V.M., por quien hoy día mismo vierten su sangre. (firmat) FRANCISCO SAVALLS, ANTONIO LIZÁRRAGA, ALBERTO MORER | » |

### Principals fets d'armes
El seu historial militar en la Tercera Guerra Carlina és dens i marca clarament les etapes que l'aixecament va seguir a Catalunya:

#### Any 1873
- Victòria de Mata i Borgonyà.
- Presa de Ripoll[14] i setge de Berga[15] (març del 1873).
- Setge fracassat de Puigcerdà (abril del 1873).[16]
- Acció d'Alpens (9 - 10 de juliol del 1873 —en la qual fou derrotat i mort el brigadier Cabrinetty
- Presa d'Igualada (17 - 18 de juliol de 1873).
- L'assalt a Cardedeu (6 de novembre de 1873), amb l'afusellament sumari de 25 defensors capturats.
- Presa de Banyoles (novembre del 1873).
- Inici del setge d'Olot (desembre de 1873).

#### Any 1874
- Caiguda d'Olot, on derrotà el cèlebre general Nouvilas. Com a conseqüència, es produïren els afusellaments de la Creu del Candell, a Besalú, el 19 de març.[17]
- Pèrdua d'Olot i batussa de Sant Julià del Mont (juliol), amb la decisió de Savalls de fer afusellar 63 homes de la columna Nouvilas a Llaés (17 de juliol).
- Sorpresa de Vidrà (juliol). Savalls i Francesc Huguet havien anat a dinar a la masia del Cavaller de Vidrà el dia de sant Joaquim, onomàstica del seu propietari. Allí foren enxampats i encerclats per tropes isabelines i es feren forts al seu interior. A la matinada Savalls orquestrà una fuga obrint les portes i provocant l'estampida de les vaques i cavalls del patí del Vidrà. Huguet i Savalls fugiren a cavall, els trabucaires de la seva guàrdia de corps a peu.[16]
- Incendi de Tortellà i combat d'Argelaguer (agost) —dirigit per Huguet i que ha estat descrit per Marià Vayreda, que hi participà.
- Presa de Castelló d'Empúries a la batalla coneguda com el foc de Castelló el 3 de novembre del 1874, en la qual derrotà d'una manera completa el brigadier Antonio Moya.
- Expedició victoriosa per la Selva i el Baix Empordà (primavera del 1874).
- Assalt fracassat a Puigcerdà (agost del 1874).
- Foc de Prats de Lluçanès (setembre del 1874).
- Intent frustrat de recuperar Vic (octubre del 1874).

#### Any 1875
- Pèrdua d'Olot el març del 1875, davant l'escomesa del general Martínez de Campos, després de la qual tingué lloc l'entrevista a l'hostal de la Corda.
- El mes de juliol, nou atac fracassat a Puigcerdà i a l'agost operacions infructuoses de socors a la Seu d'Urgell assetjada.

## Exili a França i mort
Savalls fou destituït i es retirà a Camprodon i després a França. L'octubre del 1875 va marxar definitivament a Niça, d'on era la seva dona Pellegrina Antoinette Vivaudo (1830-1899) i on feu de comerciant de vins i on hi va morir el 1885. Abans se sotmeté a un consell de guerra, que l'absolgué del delicte de traïció que hom li havia imputat. La família està enterrada a Niça al Cementiri de Caucade, sector 1, sepultura núm.362. Hi trobem enterrats quatre fills: Jean Charles Joseph, Carlos Alphonse, Ida, Thérèse Joachine Raphaelle.